# Hieronymus Schulz
Hieronymus Schulz (auch: Hieronymus Scultetus; Hieronymus von Schultz; * um 1460 in Großglogau; † 29. Oktober 1522 in Wittstock?) war Bischof von Brandenburg und Havelberg.

## Leben
Als Sohn eines Dorfschulzen ist er bis in höchst angesehene Ämter gelangt. Über seinen Werdegang weiß man sehr wenig. 1504 ist er bereits ein weitgereister Mann gewesen, der Pleban in Cottbus, Kanoniker in Brandenburg und einflussreicher Rat des Kurfürsten Joachim von Brandenburg war. Diesem stand er 1505 bei der Taufe seines Sohnes Joachim II. zur Seite. Er wurde als ausgezeichneter Rhetoriker gewürdigt. 1506 wurde er zum Propst in Salzwedel und 1507 zum Bischof des Bistums Brandenburg ernannt.
Schmerzlich für ihn war jedoch, dass die Wiege der Reformation zu seinem Sprengel gehörte. Als Bischof Martin Luthers erhielt er auch dessen 95 Thesen als erster. Dennoch war er darum bemüht, eine relative Übereinkunft zwischen den streitenden Parteien herzustellen. Dazu begab er sich nach Wittenberg und verbot Luthers Buchdrucker, seinen Gegendisput zum Ablass weiter zu vertreiben.
Zunächst kam Luther seinem Wunsch nach, als jedoch Johann Tetzel und Konrad Wimpina nicht nachließen, gegen dessen Ideen vorzugehen, brach Luther sein Wort und fertigte für seinen Bischof am 22. Mai 1518 eine Rechtfertigungsschrift. Nachdem Luther an der Leipziger Disputation teilgenommen hatte, wurde Schulz ein entschiedener Gegner desselben. Dennoch fürchtete er, die Exkommunikationsbulle, das Decet Romanum Pontificem gegen Luther in seinem Sprengel zu veröffentlichen, aus Furcht vor Aufruhr.
Daher versuchte er auf dem Reichstag zu Worms (1521), Luther dazu zu bewegen, von seinen Ideen abzuschwören. Luther ließ nicht von seinem Vorgehen ab, dennoch belohnte ihn sein Dienstherr trotz päpstlichen Widerspruchs mit dem erledigten Bistum Havelberg, wo er am 9. August 1521 als Bischof eingeführt wurde. Er hat diese Dienststelle nur ein Jahr bis zu seinem Tode verwaltet. Nach seinem Tode wurde er in Wittstock beigesetzt.